# Пайгішево
Пайгі́шево (рос. Пайгишево, марій. Пайгыш) — присілок у складі Медведевського району Марій Ел, Росія. Входить до складу Азановського сільського поселення.

## Населення
Населення — 1 особа (2010; 0 у 2002).